# Chavisme

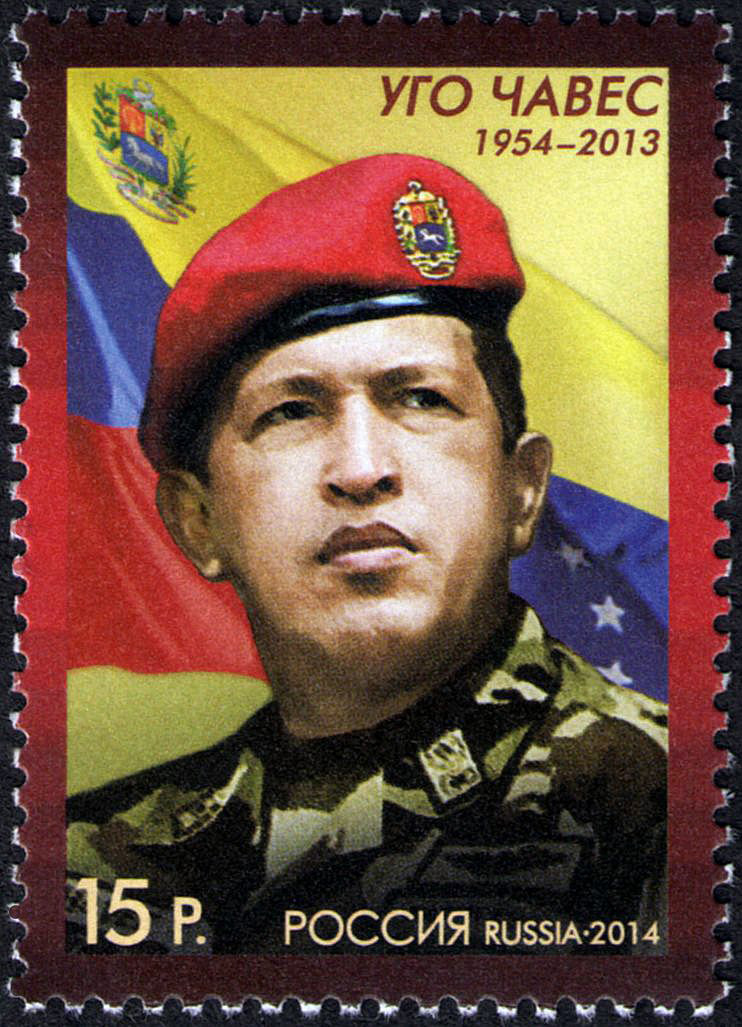
Timbre russe à l'effigie du président et fondateur du chavisme Hugo Rafael Chávez Frías.

Le chavisme (Chavismo en espagnol) est un terme employé pour désigner les actions et l'idéologie politique du président socialiste vénézuélien Hugo Chávez. Le terme même de « chavisme » est inspiré du nom de l'ancien président en fonction de 1999 à 2013 mais actif sur le plan politique depuis 1982 et la fondation du mouvement révolutionnaire bolivarien.
Le chavisme s'inspire de nombreux courants de pensées classés à gauche comme le marxisme, le communisme et l'antilibéralisme. Le chavisme est vu comme un modèle de renouvellement socialiste visant à créer un « socialisme du XXIe siècle » selon les propos du président vénézuélien lors du sommet de Porto Alegre le 30 janvier 2005,,. Cela s'est traduit par une nationalisation des entreprises et une forte présence de l'État dans la vie publique vénézuélienne. Il s'accompagne également de la militarisation de la vie publique du pays.
De par la personnalité de son créateur, le chavisme est aussi un mouvement anti-américain, anti-impérialiste et nationaliste,. Il se caractérise enfin par le culte de la personnalité de son chef, afin de montrer la fin de l'ancien régime selon les chavistes, qui perdure après sa mort.
Les partisans du chavisme sont appelés Chavistas en espagnol  et chavistes en français.

## Idéologie et caractéristiques principales

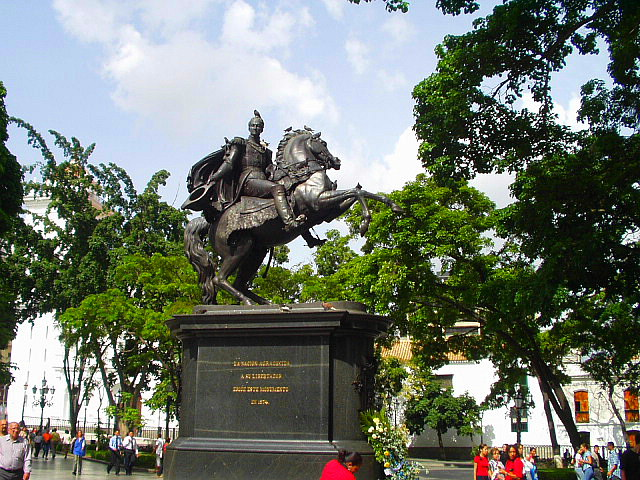
Statue équestre de Simón Bolívar « icône du régime chaviste », Caracas-Venezuela.

Le discours de Chávez s’est forgé en opposition aux partis politiques traditionnels, notamment le système démocratique au pouvoir entre 1958 et 1998, issu d’un pacte entre les partis politiques (le parti Action démocratique associé au COPEI, parti démocrate-chrétien), dit Pacto de Punto Fijo, qui garantissait l’alternance et avait pour avantage de maintenir les militaires en dehors du système politique. Il fait référence au culte civique à Simón Bolívar dans une version nationaliste.
La figure de Bolívar est, selon Paula Vasquez Lezama, la « bouée de sauvetage idéologique » d’un mouvement qui s’est autoproclamé bolivarien dès 1992, mais qui est fondé sur une alliance civico-militaire plus nationaliste que révolutionnaire. En effet, au début des années 1990, quand les « bolivariens » apparaissent sur la scène politique, leurs références idéologiques ne correspondent pas à ceux d’un discours progressiste ou de transformation sociale. Ils affichent alors une identité politique militariste. Cette idéologie qui se caractérise par de forts « préjugés contre la politique » déclinés sur un ton de « nationalisme exacerbé », lie tout à la fois religion catholique et croyances populaires, et revet les commandants bolivariens d’un statut divin par l’utilisation des emblèmes sacrés dans l’arène politique.
Bolívar, présenté comme un héros de l'anti-impérialisme et le père de la démocratie, deviendra ainsi l'icône du régime chaviste,.
Le tournant intervient, à la fin des années 1990, quand Hugo Chávez s’allie à des hommes politiques de gauche, notamment avec le groupe dirigé par Luis Miquilena, figure importante du Parti communiste du Venezuela qui fournit les fondements du projet politique du premier parti de Chávez, le Mouvement Cinquième République (MVR). Il lui inspire l’idée d’une Assemblée constituante. Après son arrivée au pouvoir, la Constitution de 1999, fait de la « participation » l’un de ses principes fondateurs. La charte constitutionnelle de décembre 1999 donne ainsi une définition nouvelle de la « souveraineté populaire », qui est, selon Paula Vasquez Lezama, « tout à la fois la clé de voûte et l’aspect le plus flou et indéfinissable du projet révolutionnaire ». Dans ce schéma, les organisations révolutionnaires créées au cours du premier mandat de Chávez sont censées devenir le lieu du « pouvoir citoyen » : les « comités de santé », « les comités de terres urbaines », les « tables techniques d’eau » sont définies comme des « instances de participation populaire ».
Néanmoins à partir de 2006, Chávez change radicalement sa conception de la participation et impose un « État socialiste » reposant sur la création de « conseils communaux » (consejos comunales). Le projet initial de mettre en place une démocratie « participative » est remplacé par la construction verticale d’une nouvelle bureaucratie et par la création d’un parti politique officiel « uni et unique » en nette opposition aux principes pluralistes de la Constitution de 1999. Ce socialisme fondé sur la rente pétrolière présente ainsi une profonde contradiction : dans la théorie, il est soutenu par le « peuple » mais, dans les faits, il aboutit à la constitution du Parti socialiste unifié du Venezuela (PSUV), organisation unificatrice de l’État et du gouvernement. Le pouvoir politique et économique se concentre progressivement dans l’exécutif car c’est le gouvernement qui distribue la manne pétrolière. L’appareil administratif de l’État se centralise et les expropriations de terres, entreprises, banques et biens immobiliers sont souvent ordonnées par Chávez lui-même.
La « dimension théologico-politique », sotériologique, semble essentielle pour comprendre le mouvement chávezien. C’est celui d’un messianisme s’inscrivant dans des schèmes chrétiens laïcisés, dans lequel la représentation dominante du rôle des militaires est celle du sacrifice pour la patrie. Ce messianisme et la logique sacrificielle présente dans l’armée se répercutent sur les institutions politiques et servent à justifier au sein de la vie politique la militarisation progressive de toutes les institutions publiques. Entre 1999 et 2013, les cadres militaires ont largement capté l’appareil bureaucratique des institutions civiles. Depuis 2001, c’est entre 600 et 2 500 officiels actifs qui occupent ainsi des postes de cadres dans les institutions publiques,. Cette place prépondérante de l’armée est à nouveau mise en avant lors de la campagne électorale de 2012. Dans le document qui résume les propositions du « candidat de la patrie, le commandant Hugo Chávez », l'armée est explicitement mentionnée dans au moins 23 paragraphes. Elle est appelée non seulement à protéger les frontières, mais aussi à être présente dans « toutes les structures de l'État vénézuélien ».

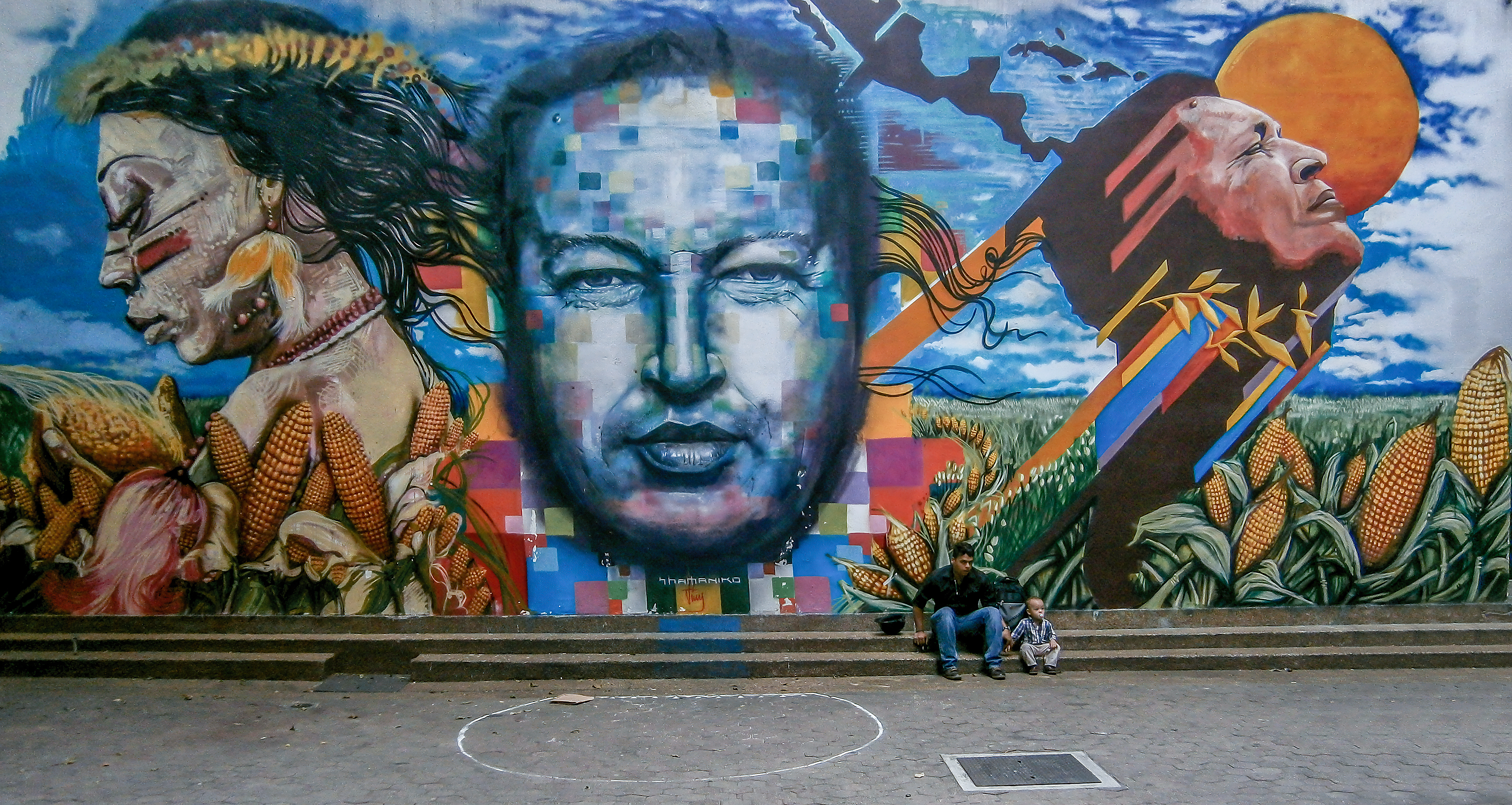
Fresque murale représentant Hugo Chávez et son ascension au ciel (2014).

Le chavisme enfin ne saurait être compris sans le culte de la personnalité de son chef. Mis en place progressivement par ce dernier après son accession à la présidence du Venezuela, il est développé par le gouvernement vénézuélien à travers d'intenses programmes de marketing qui associaient son image à la plupart des programmes sociaux du gouvernement et dépeignaient Chávez comme un grand bienfaiteur du peuple. Une émission télévisée hebdomadaire dans laquelle Chávez parlait de ses projets gouvernementaux, signait des décrets gouvernementaux et résolvait des problèmes quotidiens dans des régions reculées du pays, a également cimenté son image de leader fort et omniprésent. Ce culte de la personnalité s’accentue dans les derniers mois de sa vie avant de connaître son apogée lors de ses funérailles et après sa mort,.
Pour le général Raul Baduel, longtemps compagnon de route de Hugo Chavez, bien que Chavez et ses adjoints se disent socialistes, « le régime n'a aucune base idéologique », « sa seule ambition est de transformer Chavez en président à vie. Selon lui, lorsqu'a été fondé le mouvement révolutionnaire bolivarien MBR200 en 1982, l'objectif était l'édification d'une « démocratie réelle » et non pas de mettre en place « un régime socialiste ».

## Lechavismeet l'Histoire
Les figures emblématiques en Amérique latine depuis le XIXe siècle et les mouvements indépendantistes ont créé de nombreux cultes de la personnalité et sont à l'origine de changements et modifications majeures dans les sciences sociales,.

### Chávez et Perón
Le chavisme de Hugo Chávez et ses successeurs ne sont pas sans rappeler d'autres cas similaires sur le continent sud-américain. En effet, l'importance, la forme et la dynamique de ce courant de pensées n'est pas sans rappeler le péronisme. Alain Rouquié, ancien ambassadeur de France au Brésil et président de la maison de l’Amérique latine, constate que ces deux mouvements politiques sont similaires dans leurs pouvoirs hégémoniques, dans la difficulté de définir leurs idéologies et dans la réduction des oppositions politiques tout en célébrant les suffrages dont les leaders sortent vainqueurs,. Dans ces deux exemples, la figure de leader est mise en valeur autour d'un homme au charisme fort et qui ont rassemblé les forces politiques. Les deux hommes, avec un passé militaire, sont arrivés au pouvoir après un putsch raté et ont tenu une politique populiste et autoritaire,.
Le point commun entre Chávez et Peron est aussi le changement significatif du paysage politique de leurs pays, ils ont tous deux marqué un tournant. Chávez par exemple a représenté l'alternance pour le Venezuela qui connaissait depuis 1958 deux partis : le Copei et Action démocratique respectivement de centre droit et social-démocrate qui se sont partagé le pouvoir pendant 40 ans. Aussi, il ne peut être dit que ces pays sont des dictatures au sens propre du terme puisqu’une opposition est toujours active, cependant la qualification de démocratie n’est toutefois pas adaptée à ces pays en raison de l’absence de séparation des pouvoirs.
Juan Domingo Perón en Argentine a ainsi profondément modifié et structuré la vie politique de son pays qu'elle influe encore aujourd'hui, plus d'un demi-siècle après le début du mouvement argentin. Cette utilisation de l'image de leader est ainsi ce que tente de faire les successeurs de Chávez après sa mort en 2013. Ainsi, pour pallier le mécontentement de la population, le président Maduro utilise ainsi la figure du révolutionnaire pour continuer sa politique malgré de nombreuses critiques portées par les chavistas.
L'appellation d'idéologie pour désigner les actions du chef de la révolution bolivarienne n'est, selon le général Raul Baduel, souvent pas fondée et demeure un moyen de culte pour idéaliser l'ancien homme politique,.

### LaQuinta vía
Inventé par le sociologue chilien Thomas Moulian, le terme de Quinta vía, est énoncé lors du Forum social mondial de 2005 de Porto Alegre et lors du IV sommet pour l'annulation de la dette sociale par Hugo Chávez où ce dernier préconise la création d'un socialisme du XXIe siècle et préconise de « revendiquer le socialisme comme une thèse, un projet, un chemin, mais un nouveau type de socialisme, un socialisme humaniste qui place avant tout les hommes et non les machines ».
Le chavisme est donc caractérisé par une volonté de réinventer le socialisme après la chute de l'URSS et le développement du libéralisme. Chávez s'inspire alors de personnalité telles que Fidel Castro, José Carlos Mariátegui, Augusto César Sandino et Agustín Farabundo Martí.
La "cinquième voie" peut aussi être vu comme l'alternative à la IVe République vénézuélienne en crise dans les années 1990 qui a conduit à la création de la Ve République sous le premier mandat Chávez.

### Relation avec l'étranger

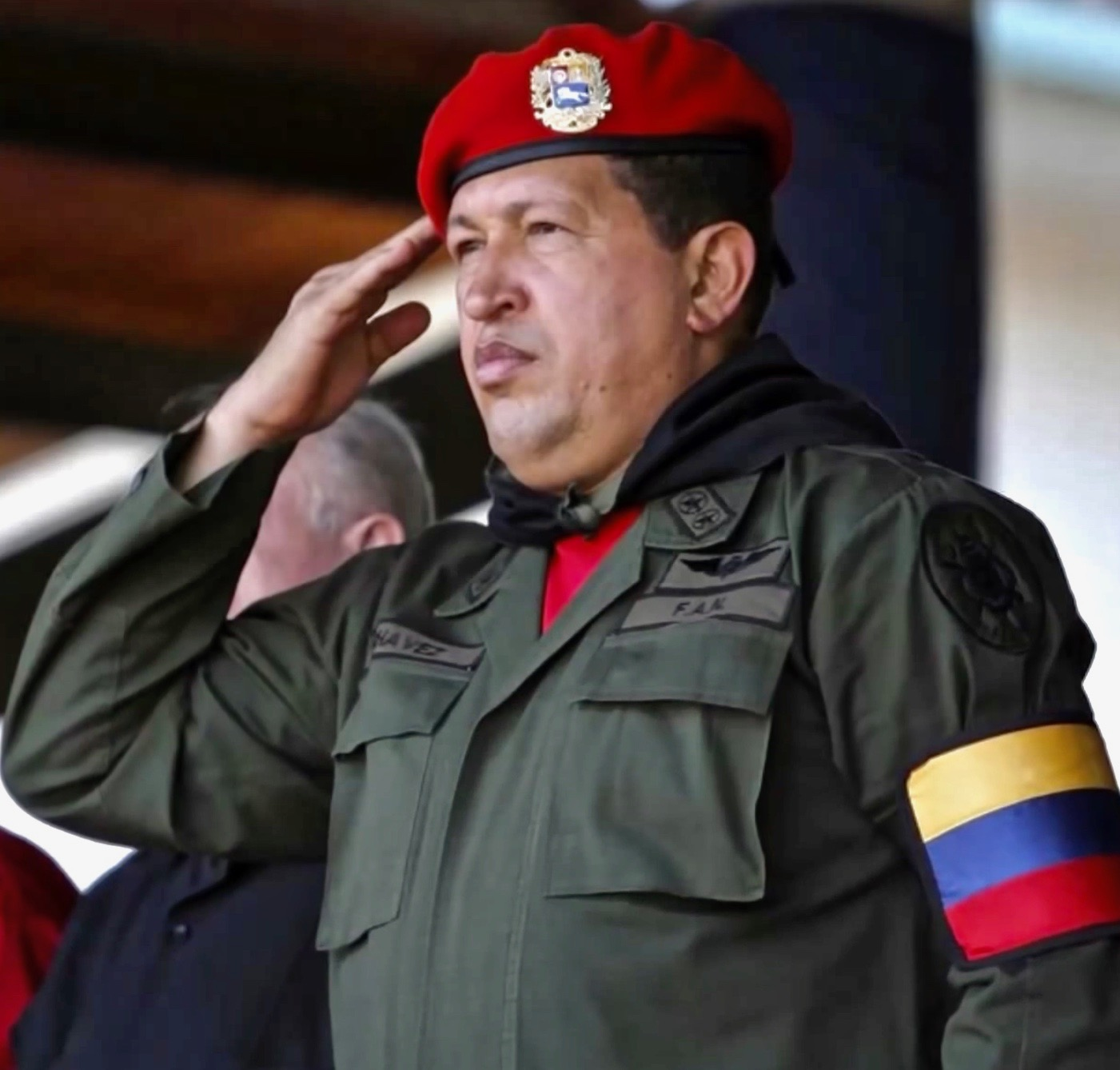
Hugo Chávez, 2013

Le chavisme peut aussi s'inscrire dans un contexte diplomatique qui inclut des comportements particuliers vis-à-vis de différents pays et un sentiment anti-impérialiste.

#### États-Unis
Contrairement au péronisme qui s'est démarqué par le non-alignement lors de la guerre froide, le chavisme, quant à lui, est caractérisé par des relations internationales marquées. Par exemple la position affichée contre les États-Unis et le rapprochement avec des pays comme Cuba, l'Iran ou encore la Chine qui étaient des pays hostiles aux États-Unis,,.

#### Amérique du Sud
Avec l'inspiration bolivarienne, Chávez a aussi voulu s'inscrire dans le paysage sud américain avec un soutien aux FARC en Colombie,. Il tient à un rapprochement entre les pays de l'Amérique du Sud, il fait rentrer son pays dans le Mercosur profitant de soutiens dans la région comme l'Argentine, le Brésil et l'Uruguay,,.

#### Afrique
Lors de ses mandats, Chávez a incité un rapprochement entre l'Afrique et l'Amérique du Sud. En 2009, lors du IIe sommet de l'ASA, il appelle à un soutien respectif entre les pays des deux continents et insiste sur le fait que les pays occidentaux —par extension les pays du Nord — ne sont pas une finalité pour le développement économique et politique.

## Différence de perception au Vénézuela et à l'étranger
Il existe, selon Paula Vasquez Lezama, « un décalage, voire un gouffre » entre la figure de Chávez à l’intérieur et celle à l’extérieur. Dans les faits, le rayonnement international de la « révolution » vénézuelienne dépasse largement la scène intérieure. La politique de communication de la révolution du président Chávez a su parler le langage de l’altermondialisme. Ces éléments expliquent en grande partie les réactions mondiales qui ont suivi sa mort.
Les hommes politiques « occidentaux », en l’occurrence français, ont vu dans la politique menée par le président de la République du Vénézuéla une source d’inspiration, selon Paula Vasquez Lezama, sans évoquer la situation complexe du pays, un point de vue éloigné de celui de Margarita Lopez Maya, professeur au Centre d'études sur le développement (CENDES) de l'Université centrale du Venezuela, pour qui « la « révolution bolivarienne » c’est l’utopie d’un milliardaire qui vit de ses rentes ».